# Dekanat Brodnica
Dekanat Brodnica – jeden z 24 dekanatów w rzymskokatolickiej diecezji toruńskiej.

## Historia
Dekanat brodnicki niegdyś należał do diecezji chełmińskiej z siedzibą w Pelplinie. Od 25 marca 1992 roku przynależy on do diecezji toruńskiej. Obecny kształt dekanat uzyskał na przełomie 2001 i 2002 roku po reorganizacji struktur diecezjalnych. 

## Parafie
Lista parafii (stan z 12 października 2023):
| Lp | Miejscowość / parafia                                      | Proboszcz / administrator   | Zdjęcie |
| -- | ---------------------------------------------------------- | --------------------------- | ------- |
| 1  | Brodnica Jezusa Miłosiernego                               | ks. kan. Wiesław Pacak      |         |
| 2  | Brodnica Matki Bożej Fatimskiej                            | ks. kan. Gabriel Aronowski  |         |
| 3  | Brodnica Niepokalanego Poczęcia Najświętszej Maryi Panny   | o. Augustyn Zygmunt OFM     |         |
| 4  | Brodnica św. Katarzyny                                     | ks. kan. dr Mariusz Stasiak |         |
| 5  | Brzozie Wszystkich Świętych                                | ks. kan. Wiesław Wyszkowski |         |
| 6  | Ciche św. Stanisława BM                                    | ks. kan. Marek Skok         |         |
| 7  | Mszano św. Bartłomieja                                     | ks. Sławomir Witkowski      |         |
| 8  | Pokrzydowo Niepokalanego Poczęcia Najświętszej Maryi Panny | ks. Wojciech Dembek         |         |
| 9  | Sumowo Matki Bożej Różańcowej                              | ks. Damian Kuna             |         |
| 10 | Żmijewo św. Jakuba Apostoła                                | ks. Paweł Rochman           |         |